# Vezend
Vezend falu Romániában, Szatmár megyében.

## Fekvése
Szatmár megyében, Nagykárolytól délre, Mezőterem és Portelek között fekvő település

## Története
Vezend Árpád-kori település. Az érvidéki gyepű egyik korai telepe volt. Neve 1219-ben tűnt fel először az oklevelekben, az irinyiek és penészlekiek nevében eljáró Gelénesi poroszló nevében,  voznad (Vozand) alakban.
1262-ben Wezend néven  említették, amikor a tatárjárás alatt elnéptelenedett földet - a már előtte is nála zálogbirtokként levő Wezend-et - Kereki János bihar megyei ispán kapta meg. 1302-ben Kereki János ispán hasonló nevű utóda kérésére az oklevelet a váradi káptalan átíratta.
A település a Kaplon nemzetségé és a jeruzsálemi keresztes rend birtoka volt, nevét már 1419-ben is mai formájában írták.
A 14. században a Kaplon nemzetségből eredt Vaday, Károlyi, Vetéssy, Bagossy családok és a  Csomaközy család birtoka volt.
A 15. században azonban már főleg csak a Károlyi család birtoka, s az övék is maradt a későbbiekben.
Az 1800-as években még mindig része volt benne a Csomaközyeknek és Bagossyaknak is.
1910-ben 991 lakosából 68 magyar, 923 román volt. Ebből 27 római katolikus, 930 görögkatolikus, 18 izraelita volt.
A trianoni békeszerződés előtt Szatmár vármegye Nagykárolyi járásához tartozott.

## Nevezetessége
- Görögkatolikus temploma.